# Lepthoplosternum tordilho
Lepthoplosternum tordilho es una especie de pez de la familia Callichthyidae en el orden de los Siluriformes.

## Morfología
• Los machos pueden llegar alcanzar los 4,6 cm de longitud total.

## Hábitat
Es un pez de agua dulce y de clima tropical.

## Distribución geográfica
Se encuentran en Sudamérica: afluentes septentrionales de Laguna dos Patos (sur del Brasil).